# Bill Stewart (Eishockeyspieler)
William Donald „Bill“ Stewart (* 6. Oktober 1957 in Toronto, Ontario) ist ein ehemaliger italo-kanadischer Eishockeyspieler und -trainer. In seiner aktiven Karriere stand Stewart von 1977 bis 1986 für die Buffalo Sabres, St. Louis Blues, Toronto Maple Leafs und Minnesota North Stars in der National Hockey League auf dem Eis. Sein Sohn Jesse Stewart war ebenfalls Eishockeyspieler.

## Karriere

### Als Spieler
Als Jugendlicher spielte Stewart für die Kitchener Rangers in der OHA. In dieser Liga wechselte er zu den St. Catharines Black Hawks und später zu den Niagara Falls Flyers. Hier wurde er dann auch von den Buffalo Sabres beim NHL Amateur Draft 1977 in der vierten Runde als 68. ausgewählt. Auch in der World Hockey Association wurde er 1977 gedraftet. Die Winnipeg Jets wählten ihn in Runde 5 als 46. aus.
Er wechselte zur Saison 1977/78 nach Buffalo, spielte jedoch die meiste Zeit bei den Hershey Bears in der American Hockey League. Das kommende Jahr spielte er überwiegend in der NHL, doch ein Jahr später spielte er nur für die Rochester Americans in der AHL.
Zu Beginn der Saison 1980/81 wechselte er zu den St. Louis Blues. Auch in den drei Jahren dort musste er oft ins Farmteam zu den Salt Lake Golden Eagles in der Central Hockey League. Es folgten zwei Jahre bei den Toronto Maple Leafs mit Abstechern zu den St. Catharines Saints in die AHL.
Die Saison 1985/86 war seine letzte als Spieler in Nordamerika. Meist wurde er in der AHL bei den Springfield Indians eingesetzt. Nur acht Spiele bestritt er in der NHL für die Minnesota North Stars.
Er wechselte nach Italien und war dort zwischen 1987 und 1995 als Spieler aber auch als Trainer tätig. Stationen waren unter anderem der EV Bruneck, den HC Milano Saima, den HC Devils Milano, der HC Gröden und der HC Courmaosta.

#### International
Für Italien nahm Stewart an den Weltmeisterschaften 1992 und 1993 sowie den Olympischen Winterspielen 1992 in Albertville und 1994 in Lillehammer teil.

### Als Trainer
Im Sommer 1996 wurde Stewart in der Colonial Hockey League, wo er bei den Muskegon Fury beschäftigt war, zum Trainer des Jahres gewählt. 1997 gewann er mit dem Juniorenteam der Oshawa Generals in der Ontario Hockey League die Meisterschaft. Danach wechselte Stewart zu den Saint John Flames in die AHL und wurde dort ebenfalls Trainer des Jahres. In der Saison 1998/99 betreute er als Cheftrainer für 37 Spiele das NHL-Team der New York Islanders, konnte aber mit diesen nicht die Play-offs erreichen. Die folgende Saison holte Stewart mit den Barrie Colts erneut die Meisterschaft in der kanadischen Nachwuchsliga OHL. In dieser Zeit versuchte er, den im Mannschaftsbus zwischen Taschen versteckten ukrainischen Spieler Wladimir Schernenko über die US-kanadische Grenze zu schmuggeln. Dies fiel allerdings auf und so bekam Stewart ein zeitliches Berufsverbot in den USA.

#### Trainerstationen in Deutschland und Österreich
In der Saison 2000/01 wechselte er zu den Adler Mannheim in die DEL. Das Team belegte den ersten Tabellenplatz nach der Vorrunde und wurde Deutscher Meister. Allerdings sorgte Stewart während der Meistersaison für Aufregung und Schlagzeilen: Im dritten Spiel der Playoff-Viertelfinalserie zwischen Mannheim und den Berlin Capitals kam es zu einer Massenschlägerei, an der auch Stewart und Pavel Gross, der damalige Trainer der Hauptstädter, beteiligt waren. Die Polizei musste einschreiten. Die Berliner, die Stewart vorwarfen, Urheber des Vorfalls gewesen zu sein und Gross eine Platzwunde zugefügt zu haben, forderten ein Berufsverbot für den Italo-Kanadier. Auch Stewart trug bei den Auseinandersetzungen Gesichtsverletzungen davon. Die Mannheimer wiederum warfen den Berlinern illegale Methoden sowie Provokationen vor und erklärten, Stewart sei von Capitals-Verantwortlichen beleidigt, bespuckt und tätlich angegriffen worden. Strafanzeigen und zivilrechtliche Klagen wurden letztlich zurückgezogen. Das DEL-Schiedsgericht verurteilte Stewart zu einer Sperre von zwei Spielen (plus zwei weitere Spiele auf Bewährung) sowie zu einer Geldbuße in Höhe von 15.000 DM.
Im letzten Spiel der Finalserie 2001 gegen die München Barons brach Stewart im ersten Drittel zusammen. Ihm wurde vorgeworfen, den Schwächeanfall simuliert zu haben, um dem Mannheimer Topspieler Jan Alston Zeit zu geben, seine Kufen zu schleifen. Die Adler widersprachen dieser Sichtweise und erklärten in einer Pressemitteilung in Berufung auf ihren Physiotherapeuten, „eine momentane Kreislaufschwäche während des Spiels in München“ habe Stewart zu einer Pause in der Mannschaftskabine gezwungen. Doch Stewart gab zu, den Kollaps vorgetäuscht zu haben: „Manchmal braucht man auch mal eine unkonventionelle Auszeit. Das war ein spontaner Einfall, er war nötig“, wurde der Kanadier zitiert, der die Adler letztlich zum Titelgewinn führte. Stewart versuchte mit weiteren ungewöhnlichen und bisweilen zweifelhaften Methoden, Höchstleistungen aus seinen Spielern herauszukitzeln: Nach Schilderung von Gordon Hynes, der für Stewart in Mannheim spielte, schloss er sich mit seiner Mannschaft in der Umkleidekabine ein und erläuterte den Spielern stundenlang taktische Spielzüge, Stewart selbst bestritt in einem Gespräch mit dem Hamburger Abendblatt im Dezember 2006, „dass ich mal ein Team bis morgens um drei in der Kabine eingeschlossen haben soll, weil es schlecht gespielt hat.“ Er ließ seinen Spieler einmal in einer Drittelpause Kaffee und Kuchen servieren, weil er mit ihrer Einstellung auf dem Eis nicht zufrieden war. Dass er ebenfalls zu Mannheimer Zeiten eine Flasche durch den Mannschaftsbus warf und damit die Vorderscheibe zertrümmerte, sei ein Unfall gewesen, betonte Stewart rückblickend.
In der Saison 2001/02 scheiterten die Adler Mannheim an den Kölner Haien im Finale, nachdem sie die Vorrunde als Tabellenzweiter beendet hatten. Während dieser Saison gewann sein Team zwischen dem 27. November 2001 und dem 18. Januar 2002 15 Spiele in Folge, was bis heute DEL-Rekord ist. Nach zwei wenig erfolgreichen Jahren verließ Stewart die Adler Mannheim im Januar 2004 mit sofortiger Wirkung, als ihm die Clubführung eröffnet hatte, seinen am Saisonende auslaufenden Vertrag nicht zu verlängern. Er wechselte zum Ligarivalen Krefeld Pinguine und bewahrte diese vor einem möglichen Abstieg. Nach einem kurzen Zwischenspiel in Lausanne wechselte er während der Saison 2005/06 zu den Graz 99ers nach Österreich und löste dort den erfolglosen Mike Zettel als Trainer ab. Obwohl bereits konkrete mündliche Vereinbarungen über eine Zusammenarbeit für die folgende Saison bestanden, verließ Stewart die 99ers und unterschrieb für die kommende Saison bei den Black Wings Linz als neuer Cheftrainer.

#### Rückkehr nach Deutschland
Nachdem beim DEL-Club Hamburg Freezers im November 2006 deren Cheftrainer Mike Schmidt wegen Erfolglosigkeit entlassen wurde, präsentierten die Freezers schon einen Tag später Stewart als dessen Nachfolger, obwohl Stewart noch einen laufenden Vertrag in Linz hatte und die Klubführung nicht von seinen Absichten informiert hatte. Der gelernte Jurist und Linz-Präsident Wilfried Wetzl reichte daraufhin wegen Vertragsbruch eine Klage ein, um durch eine einstweilige Verfügung ein Arbeitsverbot für Stewart zu erreichen. Das Landgericht in Linz lehnte die Klage der Black Wings Linz am 8. Januar 2007 ab, wonach der Wechsel legal vollzogen wurde. Parallel zu Stewarts überraschendem Wechsel kamen Vorwürfe, dass Stewart angeblich rassistische Äußerungen gegen Chris Hamilton, den Mentaltrainer der Vienna Capitals, von sich gegeben haben soll. In dieser Angelegenheit gab es jedoch kein offizielles Verfahren, laut Angaben von Stewart entschuldigte er sich bei Hamilton, dieser nahm die Entschuldigung an. Zum Ende der Saison führte Stewart die Freezers durch die Play-off-Qualifikation bis ins Viertelfinale.
Nach einer Niederlagenserie wurde Stewart am 13. Dezember 2008 von den Hamburg Freezers entlassen. Knapp ein Jahr später, am 2. Dezember 2009, löste er den wegen Erfolglosigkeit beurlaubten Igor Pawlow als Trainer der Kölner Haie ab und führte den KEC noch auf Platz 10. In der ersten Play-off-Runde scheiterten die Haie jedoch am ERC Ingolstadt. Aufgrund anhaltender Erfolglosigkeit auch mit seiner von ihm zusammengestellten Mannschaft am Anfang der Saison 2010/11, wurde er am 6. November 2010 in seiner Funktion als Trainer und Manager der Kölner Haie entlassen. Die Haie standen da auf dem letzten Tabellenplatz.

#### Wechsel nach Kanada
Nach seiner Entlassung ging er nach Nordamerika zurück und wurde noch während der laufenden Saison 2010/11 als Berater bei den Guelph Storm in der Ontario Hockey League angestellt. Ab der Saison 2011/12 betreute er die Mannschaft als Assistenztrainer von Scott Walker. Nach dem Rücktritt von Walker im Januar 2015 übernahm Stewart die Position des Cheftrainers, trat aber im Dezember 2015 nach einer Niederlagenserie und nur zwei Siegen in der laufenden OHL-Saison ebenfalls zurück.

#### Erneute Rückkehr nach Deutschland
Im Januar 2016 wurde der umstrittene Stewart von den Dresdner Eislöwen aus der DEL2 als neuer Cheftrainer verpflichtet. Er führte die Sachsen im Frühjahr 2016 ins Playoff-Halbfinale sowie in der Saison 2016/17 ins Viertelfinale.
Im April 2017 wurde er von den Straubing Tigers als Cheftrainer verpflichtet, beging also seine DEL-Rückkehr. In Hinblick auf seinen Ruf und seine Kritiker sagte Stewart anlässlich seines Wechsels nach Straubing: „Ich habe in Europa schon einiges erlebt, tolle Erfolge gefeiert, muss aber auch eingestehen, manchmal über das Ziel hinausgeschossen zu sein. Besagte Momente liegen jedoch bereits einige Jahre zurück und in der Zwischenzeit habe ich dazugelernt und bin ruhiger geworden.“ Mitte Oktober 2017 wurde Stewart in Straubing entlassen, da die seitens des Vereins erhoffte sportliche Weiterentwicklung nicht eintrat, wie die Straubinger anlässlich der Trennung bekannt gaben. Zum Zeitpunkt der Entlassung lag die Mannschaft in der DEL auf dem letzten Tabellenrang.

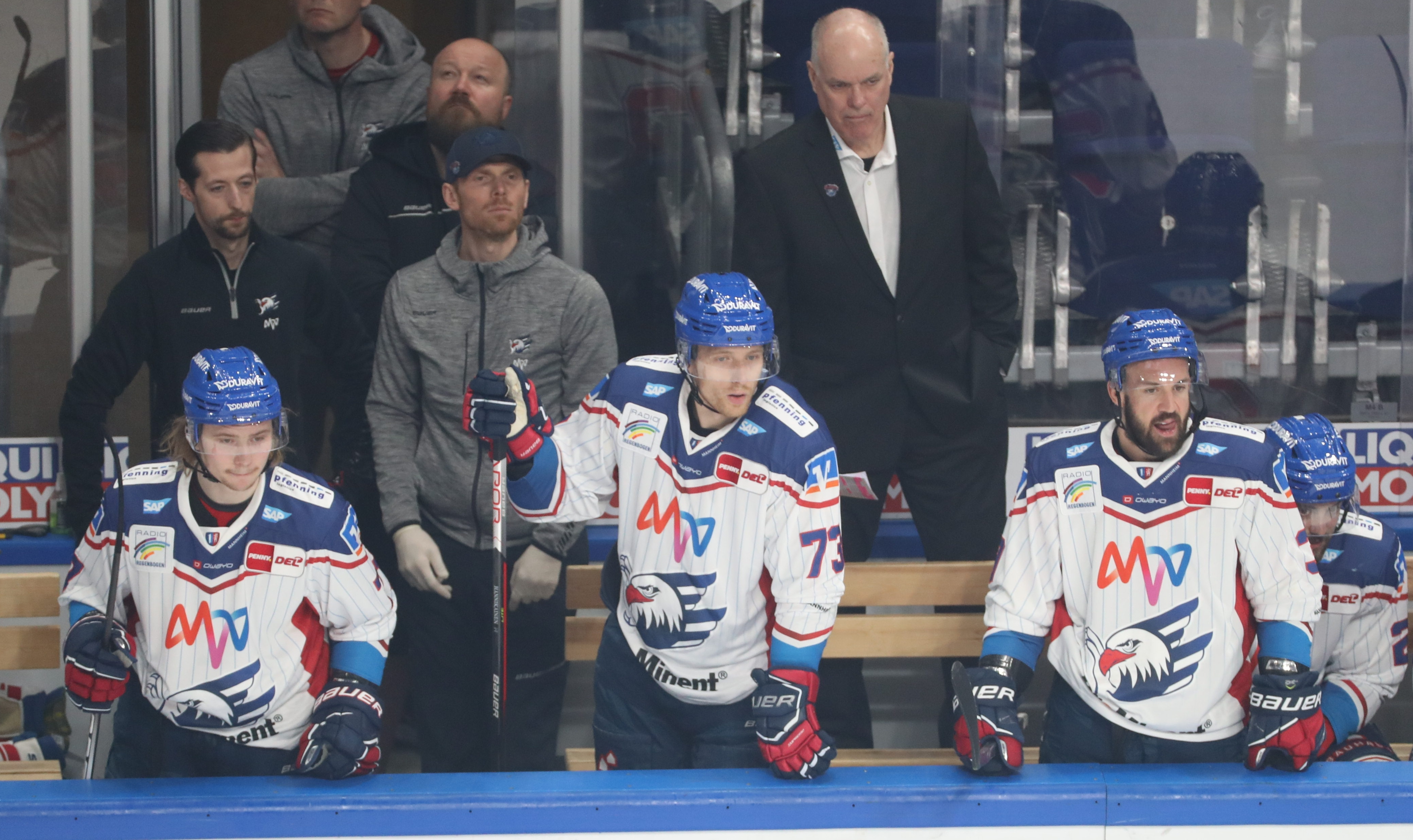
Stewart als Trainer der Adler Mannheim (2022)

Am 4. Dezember 2017 übernahm Stewart das Cheftraineramt bei den Adlern Mannheim, kehrte damit also zu der Mannschaft zurück, die er 2001 zum deutschen Meister gemacht hatte. Er führte die Adler im Frühjahr 2018 ins Playoff-Halbfinale. Mit der Halbfinal-Niederlage gegen München endete sein Trainerengagement in Mannheim, sein Nachfolger wurde Pavel Gross. Stewart blieb dem Klub als Scout für den nordamerikanischen Markt erhalten. Am 5. Februar 2021 verpflichteten die Heilbronner Falken ihn als neuen Trainer. Nach Ende der Saison 2020/21 endete sein Engagement bei den Falken und Stewart arbeitete weiter als Scout für die Mannheimer Adler. Am 28. März 2022 übernahm er erneut das Traineramt bei den Adlern, da Cheftrainer Pavel Gross sowie sein Assistent Mike Pellegrims auf Grund des enttäuschenden Saisonverlaufs beurlaubt wurden. Stewart stabilisierte die Mannschaft und diese schied im Playoff-Halbfinale mit 2:3 Siegen gegen den späteren Meister Eisbären Berlin aus. Am 12. Mai 2022 erhielt Stewart eine Vertragsverlängerung für die Spielzeit 2022/23, in welcher er mit den Adlern erneut die Playoffs erreichte. Nach der Niederlage im Playoff-Halbfinale verkündete er, seine Trainerkarriere beenden zu wollen.
Am 29. Februar 2024 wurde er von den Kassel Huskies verpflichtet, um ihnen zum Aufstieg in die DEL zu verhelfen. Am 22. April 2024 wurde Stewart zusammen mit seinem Co-Trainer Hugo Boisvert beim Stand von 2:3 in der DEL2-Finalserie entlassen.

## Erfolge und Auszeichnungen
- 1991 Italienischer Meister mit dem HC Milano Saima
- 1993 Italienischer Meister mit dem HC Devils Milano

### Als Trainer
- 1997 J.-Ross-Robertson-Cup-Gewinn mit den Oshawa Generals
- 1998 Louis A. R. Pieri Memorial Award
- 2000 J.-Ross-Robertson-Cup-Gewinn mit den Barrie Colts
- 2001 Deutscher Meister mit den Adler Mannheim
- 2014 J.-Ross-Robertson-Cup-Gewinn mit den Guelph Storm (als Assistenztrainer)